# Шалте
Шалте е приспособление използвано най-често в къмпингуването с цел удобство – спане, сядане и лежане върху него. Обикновено се комбинира заедно със спален чувал и палатка. Осигурява подова и термална изолация. Всички шалтета използват въздух като основна форма на изолация.
Обикновено шалтета могат да се разделят на 2 вида – надуваеми и не изискващи надуване. Вторият вид се създават от пяна и въздух и са по-леки и компактни за носене. Те обаче отстъпват по-удобство на надуваемите шалтета.